# Mădălin Voicu
Mădălin Voicu (ur. 10 lipca 1952 w Bukareszcie) – rumuński muzyk i polityk pochodzenia romskiego, syn Iona Voicu.

## Kariera artystyczna
Pochodzi ze znanej w Rumunii rodziny muzyków. W młodości należał do grona bliskich przyjaciół Nicu Ceaușescu, syna b. dyktatora Rumunii, a także innych osób z kręgu partyjnej nomenklatury.
Ukończył studia w Narodowym Uniwersytecie Muzycznym w Bukareszcie (rum. Universitatea Națională de Muzică București) w klasie dyrygentury i skrzypiec. Po ukończeniu studiów pracował w orkiestrach w Craiova i w Ploiești. Odbył też staże zagraniczne m.in. w Stuttgarcie i w Londynie. Pełni funkcję dyrektora Międzynarodowego Festiwalu Muzycznego George Enescu.

## Działalność polityczna
Karierę polityczną rozpoczął w nieistniejącej już Partii Wolności i Jedności Społecznej, by następnie związać się z Partią Romów (Partida Romilor), z ramienia której zdobył w 1996 mandat do parlamentu rumuńskiego. Od 2000 zasiada w parlamencie jako przedstawiciel Rumuńskiej Partii Socjaldemokratycznej. W wyborach 2008 uzyskał mandat w okręgu wyborczym nr 19 Giurgiu.

## Życie prywatne
W życiu prywatnym jest żonaty, ma troje dzieci (Mădălin, Tudor, Ioana).